# حوزه علمیه یهودیان آمریکا
حوزه علمیه یهودی ( جی تی اس سی ) ، یک نهاد آموزشی میانه رو یهودی در نیویورک ، ایالات متحده است. این نهاد به عنوان یکی از مراکز فرهنگسرا و معنوی یهودیت میانه رو و مرکزی در جهت بورسیه تحصیلی در پژوهش های یهودی می باشد. کتابخانه حوزه علمیه یهود به عنوان یکی از برترین مجموعه های یهودیت در جهان است. 